# Caroline Earle White
Caroline White (1833-1916) fue una filántropa y activista antiviviseccionista estadounidense. Fue cofundadora de la Pennsylvania Society for the Prevention of Cruelty to Animals (Sociedad para la prevención de la crueldad en animales de Pensilvania) (PSPCA) en 1867, fundó la sección femenina (WPSPCA) en 1869 y la American Anti-Vivisection Society (Sociedad Antivisección Americana) (AAVS) en 1883.
También muy activa en el asociacionismo, participó en sociedades literarias y en el sufragio femenino, y colaboró con organizaciones que ayudaban a los más desfavorecidos a obtener servicios médicos.

## Antecedentes

### Primeros años y educación
Caroline Earle nació en Filadelfia el 28 de septiembre de 1833, de padres cuáqueros: Thomas Earle y Mary Hussey. Thomas Earle fue un reputado abogado de Filadelfia dedicado a la defensa de la causa del abolicionismo y a menudo representaba a afroamericanos libres y fugitivos. Este también redactó la nueva constitución de Pensilvania y fue candidato a vicepresidente cuando el partido antiesclavista presentó su primera candidatura presidencial en 1840. La madre de Earle, Mary Hussey, era prima de Lucretia Mott y era abolicionista y sufragista.
Earle se educó en la isla de Nantucket, en Massachusetts. Estudió astronomía, dominaba el latín y hablaba alemán, francés, italiano y español. La posición económica de su familia le brindó muchas oportunidades educativas que no estaban al alcance de otras chicas de la época.

### Matrimonio
En 1856 se casó con el abogado Richard P. White, miembro de una de las familias católicas más respetadas de Pensilvania. Richard White abrió más tarde un bufete con el hermano de Caroline, bajo el nombre de Earle y White. Tras un año de carrera, White se convirtió al catolicismo. Más tarde, la pareja tuvo un hijo, Thomas Earle White.
Tras su matrimonio, White se dedicó a muchas actividades intelectuales y humanitarias. Escribió y publicó varias guías de viaje, relatos cortos y novelas, entre ellas A Holiday in Spain and Norway, Love in the Tropics: A Romance of the South Seas y An Ocean Mystery. Muchas de sus obras recibieron el reconocimiento de la crítica. Tras su conversión al catolicismo, se convirtió en presidenta de la St. Vincent's Aid Society, una organización que proporcionaba servicios médicos y suministros a niños pobres y huérfanos. También fue presidenta de la Ladies Auxiliary y de la American Catholic Historical Society, y vicepresidenta de la Browning Society, un club literario femenino. Asimismo, fue una firme defensora del sufragio femenino.
La participación en un abanico tan amplio de movimientos reformistas no era excepcional entre las mujeres de clase media del siglo XIX. De hecho, White creía firmemente que una injusticia social podía llevar a otra, como demuestra su participación en la Women's Christian Temperance Union (Unión Cristiana de Mujeres por la Templanza). La participación en un abanico tan amplio de movimientos reformistas no era infrecuente entre las mujeres de clase media del siglo XIX. De hecho, White creía firmemente que una injusticia social podía llevar a otra, como demuestra su participación en la Women's Christian Temperance Union. En el informe anual de 1878 de la rama femenina de la Pennsylvania Society for the Prevention of Cruelty to Animals (Sociedad de Pensilvania para la Prevención de la Crueldad contra los Animales), White afirmaba que gran parte de la crueldad contra los animales se debía al alcohol. Ella dijo: «¿No deberíamos entonces, en nuestro deseo de mejorar los sufrimientos de nuestros amigos mudos, sumar nuestros esfuerzos a los de aquellos que están trabajando por una reforma en este sentido?» La WPSPCA construyó fuentes de agua en ciudades de todo el país para proporcionar a hombres y animales un lugar donde beber además del bar local.

## Defensa de los animales

### Sociedad para la Prevención de la Crueldad contra los Animales de Pensilvania
De niña, White vio a menudo cómo los cocheros golpeaban a sus agotados caballos mientras cargaban pesados bultos por las calles de Filadelfia. Más tarde, recordó que esas imágenes la consternaban y la angustiaban hasta el punto de que ya no podía caminar por ciertas calles. Richard White conoció los sentimientos de su esposa y le sugirió que se involucrara en la Royal Society for the Prevention of Cruelty to Animals (Real Sociedad para la Prevención de la Crueldad contra los Animales) (RSPCA), la primera sociedad protectora de animales del mundo.
También inspirado por la RSPCA, el acaudalado estadounidense Henry Bergh fundó la Sociedad Americana para la Prevención de la Crueldad contra los Animales el 10 de abril de 1866. En el verano de 1866, Caroline Earle White visitó a Henry Bergh en Nueva York en busca de consejo sobre cómo crear una sección de la SPCA en Filadelfia. Bergh le dijo que debía empezar como él, obteniendo el patrocinio de las personas más prominentes de la ciudad. White redactó una petición solicitando la creación de una sección de la SPCA en Filadelfia y consiguió docenas de firmas y promesas de apoyo financiero. Sin ella saberlo, al mismo tiempo otros dos ciudadanos de Filadelfia intentaban organizar una SPCA: M. Richards Muckle, director comercial del Philadelphia Public Ledger, y S. Morris Waln. Finalmente reunidos por Henry Bergh, S. Morris Waln proporcionó apoyo financiero mientras White y Muckle, con la ayuda de Richard White, redactaron los estatutos del grupo y las leyes correspondientes. El 21 de junio de 1868 se fundó la Sociedad de Pensilvania para la Prevención de la Crueldad contra los Animales. S. Morris Waln fue elegido presidente, pero White fue excluida de un cargo oficial. Su marido formaba parte de la junta directiva y probablemente hablaba en nombre de ella.

### Sociedad Humanitaria de la Mujer
Aunque las mujeres desempeñaban un papel importante en las organizaciones humanitarias de Estados Unidos, como fundadoras, financiadoras y voluntarias, se les impedía ejercer un verdadero cargo de responsabilidad. Para remediar su falta de autonomía, muchas mujeres empezaron a formar ramas femeninas de grupos preexistentes. White fundó la Sociedad Humanitaria de la Mujer (también conocida como Sociedad de Mujeres de Pensilvania para la Prevención de la Crueldad contra los Animales o WPSPCA) en 1869. Desde el principio, la WPSPCA se ocupó de muchos asuntos relacionados con los animales, como los perros y gatos sin hogar, abriendo en 1869 el primer refugio de animales de Estados Unidos, que también empleó a tres oficiales de crueldad, que eran los encargados de prevenir y castigar el maltrato animal.
Los simpatizantes de la WPSPCA también expresaron su preocupación por el bienestar animal mediante campañas y medidas legislativas. White instó a sus miembros a boicotear a las empresas de carruajes crueles y a poner bajo arresto ciudadano a los conductores malintencionados. En 1909, el grupo, junto con otros humanitarios de la ciudad, logró una legislación que prohibía la venta o compra de caballos impedidos para trabajar. La organización de White aprobó con éxito la Ley de las Veintiocho Horas en 1871, un mandato que obligaba a las compañías ferroviarias a proporcionar instalaciones para alimentar, abrevar y hacer descansar a los animales en tránsito cada 28 horas. Inmediatamente, la WPSPCA envió agentes para evaluar el cumplimiento de los ferrocarriles y perseguir a los infractores. En 1896, el ferrocarril de Reading fue acusado de transportar un cargamento de caballos durante 52 horas sin comida ni agua. El propio ferrocarril fue declarado culpable y a los funcionarios de Reading se les impusieron 200 dólares, sentando un importante precedente.White consideró la ley de las 28 horas como el mayor logro de su vida. La WPSPCA también abogó en contra de los deportes violentos, como las peleas de perros y gallos, el cebo de animales (atar a un animal y permitir que otros animales lo ataquen), el tiro al ganso (los jinetes a caballo intentan decapitar a un ave que ha sido engrasada y preparada), la caza de palomas y la caza del zorro.
La Sociedad Humanitaria de la Mujer sigue manteniendo las creencias y los esfuerzos de Caroline Earle White. Con sede en Bensalem, Pensilvania, la Sociedad Humanitaria de la Mujer lleva más de 145 años salvando, curando y encontrando hogares para los animales del valle de Delaware. El Hospital Veterinario Caroline Earle White ofrece una amplia gama de servicios sanitarios para perros, gatos y otros pequeños animales domésticos como parte de su compromiso de mantener la salud y el bienestar de los animales de la comunidad.

### Sociedad Americana de Antivivisección
En 1871, el médico S. Weir Mitchell escribió una carta a White solicitando que la WPSPCA cediera perros no deseados de su refugio a su hospital de investigación, con fines experimentales. Horrorizada, White convocó una reunión del Comité Ejecutivo que desembocó en una contundente resolución de protesta contra la vivisección. Esta acción llevaría a White a varias controversias con muchos científicos prominentes.
Frances Power Cobbe, antiviviseccionista y feminista británica, recomendó a White que creara una organización que se ocupara del uso de animales en ensayos, investigación y educación. En 1883 fundó la American Anti-Vivisection Society (AAVS), la primera de este tipo en Estados Unidos. Aunque el grupo albergaba una postura absolutista, la AAVS adoptó inicialmente un enfoque más flexible para intentar acabar con esta práctica. La junta directiva estaba compuesta principalmente por médicos.
La organización contó con el apoyo de famosos, políticos y escritores, entre ellos Mark Twain, para dar validez al tema y concienciar a la opinión pública. La Sociedad Americana Antivivisección patrocinó exposiciones itinerantes que mostraban los horrores de la experimentación con animales. Una parada importante fue la Feria Mundial de Chicago de 1893, donde los voluntarios distribuyeron millones de folletos en los que se abordaban los temas del robo de mascotas para la investigación y el deplorable hacinamiento de los animales de laboratorio. En colaboración con la SPCA de Massachusetts, la AAVS consiguió que se prohibiera la vivisección en las escuelas primarias y secundarias de Massachusetts y otros estados no tardaron en seguir su ejemplo.

## Vida adulta
A White no se la considera una participante activa en el movimiento sufragista. Sin embargo, a lo largo de la década de 1890, escribió para la revista Woman's Progress de Filadelfia, en la que también se escribió sobre ella. La revista publicaba regularmente artículos en apoyo del sufragio femenino y era muy conocida entre las sufragistas. Su fundación de la WPSPCA y la AAVS animó a las mujeres a desempeñar papeles en la sociedad que normalmente ocupaban los hombres.
White murió en su residencia de verano de Nantucket, Massachusetts, el 7 de septiembre de 1916. Su sobrina, la poetisa de Filadelfia Florence Earle Coates, dijo de su tía: «Era una gran mujer con el corazón de una niña pequeña. Sus obras la ensalzan; los millones de criaturas de Dios a las que ha salvado del sufrimiento cantan sus alabanzas. Adonde ella ha ido, el reconocimiento de este mundo cuenta poco. Ella se ha ido donde los misericordiosos son bendecidos, donde los puros de corazón ven a Dios».